# سفارة كازاخستان في روسيا
سفارة كازاخستان في روسيا هي أرفع تمثيل دبلوماسي لدولة كازاخستان لدى روسيا. تقع السفارة في موسكو وهي تهدف لتعزيز المصالح الكازاخستانية في روسيا.

## وصلات خارجية
- الموقع الرسمي
- قائمة سفارات كازاخستان
- قائمة السفارات في روسيا